# Aeolis Mensae
Aeolis Mensae je skupina stolových hor na povrchu Marsu, která se nachází na severní polokouli jižním směrem od štítové sopky Elysium Mons v oblasti Aeolis. Na jejích vrcholech se nachází dobře známá oblast s větrem erodovanými útvary charakteristická množstvím údolí, tektonických zón a dalších útvarů. Skupina stolových hor se táhne přes 820 kilometrů.
V roce 2019 vyšla studie, která dokládá, že tato oblast je pravděpodobným zdrojem výronu metanu do atmosféry Marsu, který dříve pozorovala sonda Curiosity operující v kráteru Gale.

## Charakteristika

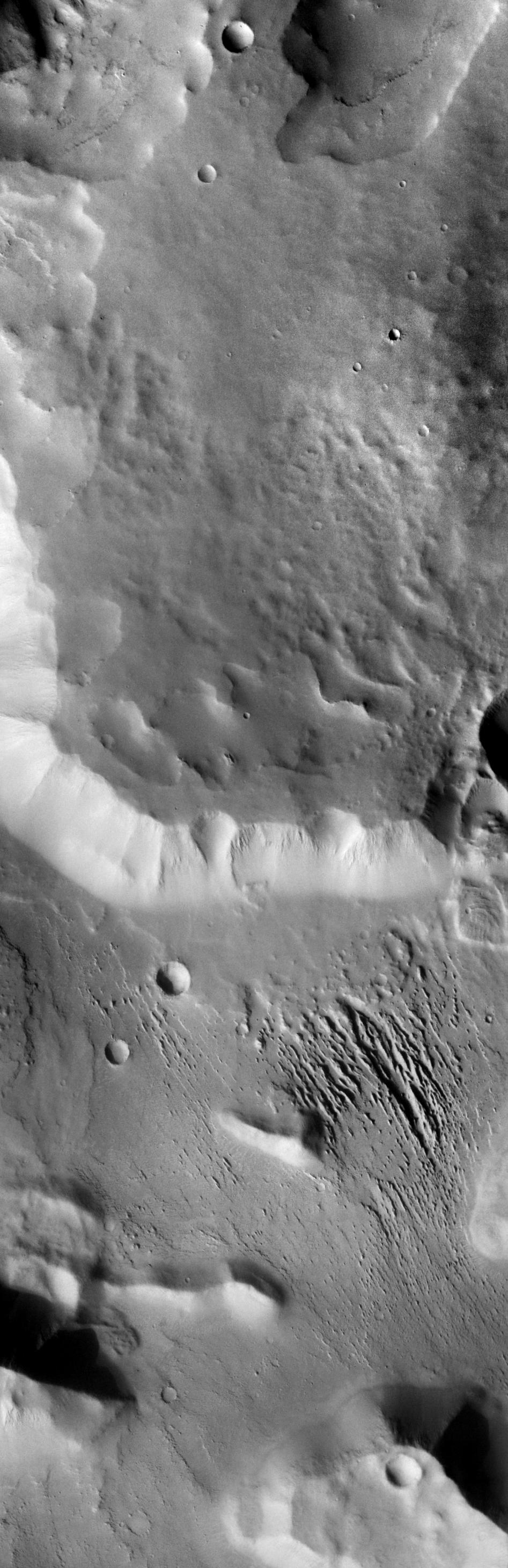
Kaňony v oblasti Aeolis Mensae

Oblast Aeolis Mansea je situována na hranici mezi planinou na severu a vrchovinou na jihu, na které se nachází množství tektonických zlomů. Převýšení mezi planinou a vrchovinou dosahuje až 3 000 metrů.
Pojmenována byla v roce 1976 dle klasického albedového jména. Oblast byla podrobně zkoumána kamerou HRSC na sondě Mars Express v roce 2007, která přinesla množství kvalitních snímků umožňujícící generování 3D snímků.